# 제주도 올레길 살인 사건
제주도 올레길 살인사건(濟州道 -殺人事件)은 2012년 7월 12일에 제주특별자치도 올레 1길에서 40대의 여성 관광객이 이 지역 주민인 강성익(남성, 당시 45세)에게 살해당한 사건이다.

## 경과
2012년 7월 12일 피해자는 올레 1길에서 관광 도중 실종되었다. 그 8일 후인 7월 20일 만장굴 일대의 버스 정류장에서 피해자의 신체 일부와 운동화 등이 발견되었고, 7월 23일 경찰은 추적을 통해 이 지역 주민 강성익을 용의자로 검거하였다. 초기에는 완강히 진술을 거부하였으나 결국 자백을 받아냈고, 다음날인 7월 24일 피해자의 가방, 핸드폰 및 피의자가 사용한 흉기 등이 발견되었다. 경찰은 이날 피의자에 대해 구속영장을 신청하였다. 제주특별자치도는 경찰의 수사 협조 등을 위해 올레길 1코스를 잠정 폐쇄하기로 했다. 또 성폭행 의혹도 있었으나 이 사항은 수사가 이루어지기도 했다. 11월 20일, 국민참여재판으로 진행된 이 사건 범인에 관한 1심 재판에서 범인은 징역 23년을 선고받았다.